# Maesia
Maesia là một chi bướm đêm thuộc họ Geometridae.